# Mentha Tholus
Il Mentha Tholus è una struttura geologica della superficie di Venere.